# フラッグマン
『フラッグマン』 (FLAGMAN) は、1980年6月5日に発売された任天堂の携帯型液晶ゲーム機「ゲーム&ウオッチ」シリーズの1つ。
『ボール』に次ぐ、「ゲーム&ウオッチ」シリーズの第2作。型番はFL-02。メーカー希望小売価格は5,800円。

## 内容

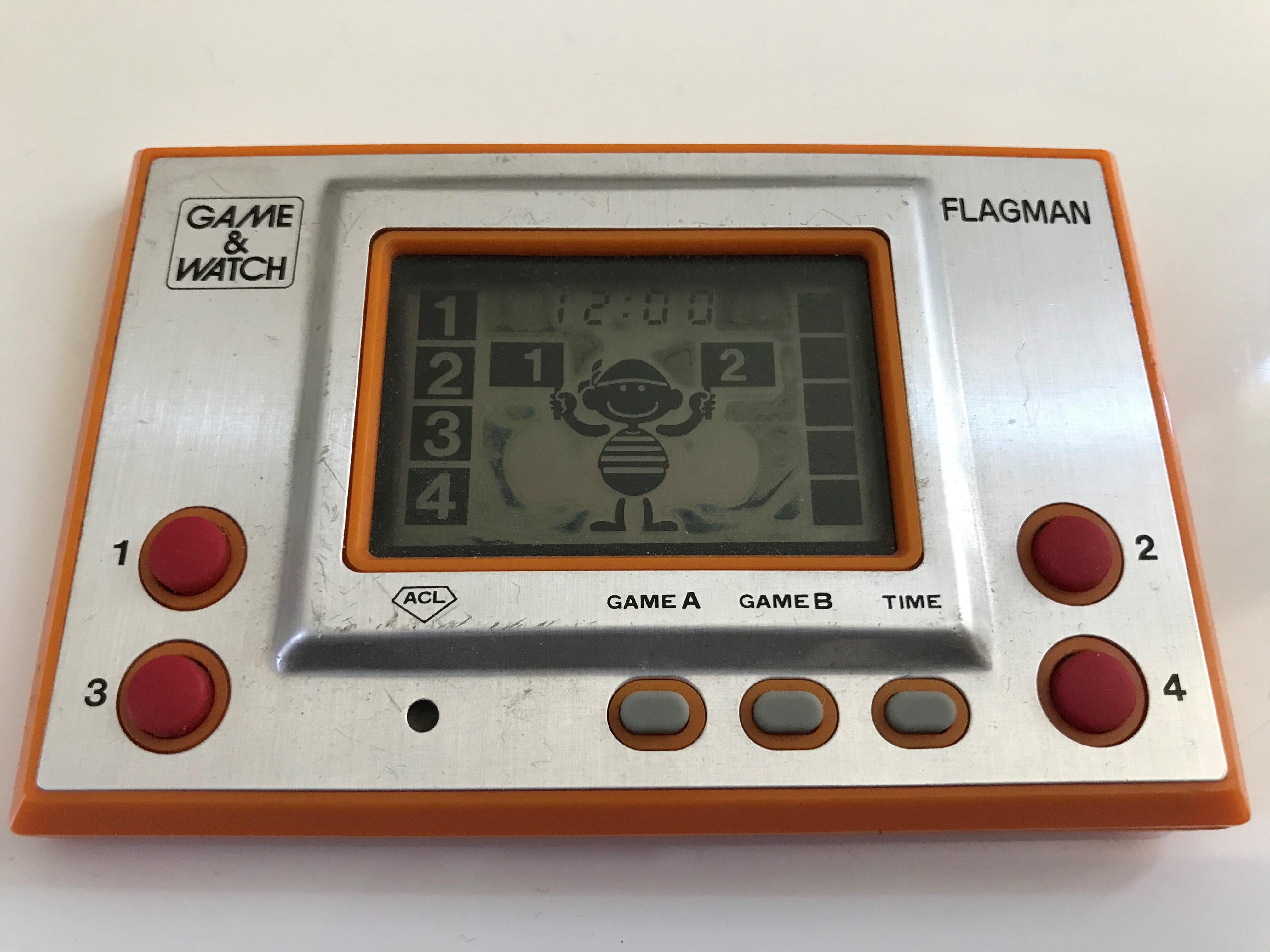
ゲーム&ウオッチ『フラッグマン』

ゲーム画面の中央にフラッグマンなる少年が立っており、少年の動きに合わせて数字の1～4までの数字のボタンを押していくゲームである。
多くのゲーム&ウオッチシリーズと同様、GAME AとGAME Bの2種類がある。どちらのモードでも1が右手（右の旗），2が左手（左の旗），3が右足，4が左足に対応しており、制限時間内3回ミスでゲームが終了して、最高得点が99点（99点を達成するとファンファーレ音が鳴る）なのは共通している。しかし、ゲーム内容はGAME AとGAME Bで大きく異なるので、ここでは分けて両者を説明する。
なおゲームオーバー後には、数字のボタンを押す事によって、フラッグマンを自由に動かす事が出来る。またゲームオーバー後、5分経つ（フラッグマンの右側のブロックが5つ〈1つ1分に相当〉消える）と、フラッグマンの頭上の数字部分が時刻（12時制）表示になる。この機能はフラッグマンを動かしていようがいまいが自動的に変化する。

### GAME A
記憶力を試すゲーム内容になっている。
ゲームが開始されると、フラッグマンが最初に1～4までの数字を読み上げる（数字にあった動作をする）。そして、数字の読み上げが終わると、先程フラッグマンが読み上げた数字を順番に押していく。読み上げた数字を全て順番通りに押すとクリアとなりスコアが1点加算される。しかし、1点加算されていくごとにフラッグマンが読み上げる数字が1つずつ多くなっていく。例えばスコアが3点の時には4つの数字がランダムに読み上げられる。尚最高得点である99点の時には、数字が100個読み上げられる。この状態でクリアしてもスコアは99点のままであり、次に数字が100個読み上げられて、記憶を頼りにボタンを押していくのは変わらない。
制限時間は数字1つにつき5秒（ブロック1つ分につき1秒）。この制限時間は、スコアが増えても変わらない。制限時間内にボタンを押す事が出来なかったり、制限時間内であってもフラッグマンが読み上げた数字の順番を間違えて押したりするとミスになる。

### GAME B
ボタンの早押し能力（反射神経や瞬発力）を試すゲームになっている。
ゲームが開始されると、ゲーム画面左上部に数字が現れる。その数字を押すとスコアが1点ずつ加算される。
制限時間は数字1つに2秒以内。スコアが上がるにつれて、徐々に短くなっていき、ゲームの難易度が上昇する。スコアと制限時間の関係は以下の表の通り。
| スコア | 制限時間（秒） |
| ------ | -------------- |
| 0～9   | 1.630          |
| 10～19 | 0.810          |
| 20～29 | 0.443          |
| 30～39 | 0.386          |
| 40～49 | 0.330          |
| 50～59 | 0.273          |
| 60～99 | 0.216          |

制限時間内にボタンを押す事が出来なかったり、制限時間内であっても左上部に現れた数字と違ったボタンを押すとミスになる。

## 移植
- ゲームボーイ- 欧州限定の『GAME BOY GALLERY / 5 GAMES IN 1』にゲームボーイに最適化するように画面を書き換えた上でBGMを追加したリメイク版が「ボール」「バーミン」「マンホール」「セメントファクトリー」のリメイク版と共に収録されている。また、ゲームボーイギャラリー3の隠しゲームとしてゲームウォッチの再現版が登場している他、「ワリオランド2」の隠しミニゲームとしても「GAME BOY GALLERY / 5 GAMES IN 1」バージョンのキャラをワリオの敵キャラに書き換えたバージョンが存在する。「GAME BOY GALLERY / 5 GAMES IN 1」と「ワリオランド2」版にはGAME Bの早押しがない代わりに、GAME Bでは十字キーで1〜4を操作し、5ターン目以降からBボタンに5、その後Aボタンに6と別の数字が割り当てられるので、覚える数が4つから6つまで数に増え難易度が増す。
- 任天堂DSiウェアのダウンロード販売されている。205DSiポイント（205円）。
- ニンテンドーDS漢字そのまま DS楽引辞典に収録。タイトル名を検索すると遊ぶことができる。